# Ike Landvoigt
Ike Landvoigt (* 19. September 1973 in Potsdam) ist ein ehemaliger deutscher Ruderer, der 1995 Weltmeister mit dem Achter war.

## Karriere
Landvoigt belegte 1992 bei den deutschen Meisterschaften den dritten Platz im Vierer mit Steuermann und im Achter. Seinen ersten deutschen Meistertitel gewann der 1,96 m große Landvoigt 1995 im Achter. Bei den Ruder-Weltmeisterschaften 1995 in Tampere gewann Ike Landvoigt seinen einzigen Weltmeistertitel. 1996 war Landvoigt Deutscher Meister mit dem Vierer ohne Steuermann. Bei den Olympischen Spielen 1996 in Atlanta belegte Landvoigt im Vierer den neunten Platz.
Von 1997 bis 1999 gewann Ike Landvoigt jeweils den Deutschen Meistertitel im Achter und trat auch bei den Weltmeisterschaften im Achter an. Nach einem fünften Platz 1997 und der Silbermedaille 1998 bedeutete der zehnte Platz 1999, dass der Deutschland-Achter nicht für die Olympischen Spiele 2000 in Sydney qualifiziert war. Landvoigt trat in Sydney wie schon 1996 im Vierer ohne Steuermann an und belegte den elften Platz.
Nachdem Ike Landvoigt bereits 1999 zusammen mit Detlef Kirchhoff Deutscher Meister im Zweier ohne Steuermann geworden war, konnte er diesen Erfolg 2001 und 2003 mit Jan Herzog und 2002 mit Kirchhoff wiederholen. 2005 und 2006 war Ike Landvoigt noch zweimal Deutscher Meister im Achter.
Ike Landvoigt ist der Sohn des Ruder-Olympiasiegers Jörg Landvoigt und der Neffe von Viola Goretzki und Bernd Landvoigt, Bernd Landvoigt war auch lange Jahre Trainer von Ike. Ike Landvoigt begann seine Ruder-Karriere bei der Potsdamer Ruder-Gesellschaft und wechselte später zum Berliner Ruder-Club. Er ist Rechtsanwalt in Berlin.